# فرنسيس تومسون (مخرج)
فرنسيس تومسون (بالإنجليزية: Francis Thompson)‏ هو مخرج أمريكي، ولد في 3 يناير 1908، وتوفي في 26 ديسمبر 2003.

## وصلات خارجية
- فرنسيس تومسون على موقع IMDb (الإنجليزية)
- فرنسيس تومسون على موقع قاعدة بيانات الفيلم (الإنجليزية)